# Osmar Barbosa dos Santos
Osmar Barbosa dos Santos (Brasil, 20 de octubre de 1968) es un atleta brasileño especializado en la prueba de 800 m, en la que consiguió ser medallista de bronce mundial en pista cubierta en 2004.

## Carrera deportiva
En el Campeonato Mundial de Atletismo en Pista Cubierta de 2004 ganó la medalla de bronce en los 800 metros, llegando a meta en un tiempo de 1:46.26 segundos, tras el sudafricano Mbulaeni Mulaudzi y el bareiní Rashid Ramzi (plata con 1:46.15 segundos que fue récord de Asia).